# Фурнье, Эван
Эва́н Мехди Фурнье́ (фр. Evan Mehdi Fournier; род. 29 октября 1992, Сен-Морис) — французский профессиональный баскетболист, играющий на позиции атакующего защитника в греческом клубе «Олимпиакос». Был выбран на драфте НБА 2012 года в первом раунде под общим 20-м номером клубом «Денвер Наггетс».

## Ранние годы
Фурнье родился 29 октября 1992 года в Сен-Морисе, небольшом пригороде за пределами Парижа. По матери он алжирец, а по отцу — француз. Эван начал играть в баскетбол в 8 лет. Баскетболом он увлекся в 2002 году, благодаря команде «Сакраменто Кингз» сезона 2001/02. Фурнье носил номер 10 на своей майке в честь тогдашнего игрока «Кингз» Майка Бибби.

## Профессиональная карьера

### Нантер (2009—2010)
В сентябре 2009 года Фурнье подписал контракт с клубом «Нантер», выступающем в Pro B (второй по значимости баскетбольный дивизион Франции).

### Пуатье Баскет 86 (2010—2012)
В июне 2010 году Фурнье подписал двухлетний контракт с клубом чемпионата Франции по баскетболу «Пуатье Баскет 86», где он в среднем набирал 6,3 очка за 15 минут. В марте 2012 года Фурнье стал игроком месяца в чемпионате Франции. В мае 2012 года стало известно, что Эван Фурнье выставляет свою кандидатуру на драфт НБА 2012 года.

### Денвер Наггетс (2012—2014)
28 июня 2012 года Фурнье был выбран под 20-м номером на драфте НБА 2012 года командой «Денвер Наггетс». 11 июля 2012 года он подписал с «Наггетс» контракт новичка. Затем он присоединился к «Наггетс» для участия в Летней лиге НБА 2012 года. За первые 73 игры сезона 2012/13 Фурнье принял участие лишь в 29 из них, набрав 10 и более очков лишь однажды. В конце регулярного чемпионата он принял участие в девяти матчах подряд, в том числе в трех последних. В конце сезона он набирал в среднем 12,3 очка и четырежды набирал по 17 и более очков, в том числе 14 апреля 2013 года набрал 24 очка.
В июле 2013 года Фурнье вновь присоединился к «Наггетс» для участия в Летней лиге НБА 2013 года. 30 октября 2013 года «Наггетс» активировали опцию третьего года контракта Фурнье, продлив его до сезона 2014/15. 23 февраля 2014 года Фурнье набрал максимальные в карьере 27 очков в матче против «Сакраменто Кингз».

### Орландо Мэджик (2014—2021)
26 июня 2014 года Фурнье был обменян вместе с правом драфта на Девина Марбла в «Орландо Мэджик» на Аррона Аффлало. 26 октября 2013 года «Мэджик» активировали опцию четвёртого года контракта Фурнье, продлив его до сезона 2015/16. 12 ноября 2014 года Фурнье набрал 28 очков в победе над «Нью-Йорк Никс».
3 ноября 2015 года Фурнье установил новый карьерный максимум, набрав 30 очков в победе над «Нью-Орлеан Пеликанс» со счетом 103-94. 15 марта 2016 года Фурнье повторил свой карьерный максимум, набрав 30 очков в игре с «Денвер Наггетс». В сезоне 2015/16 годах Фурнье провел карьерный год, в котором он показал личные рекорды по набранным очкам (15,4 за игру), подборам (2,8 за игру), передачам (2,7 за игру), перехватам (1,2 за игру) и минутам (32,5 за игру). Он 19 раз становился лидером команды по набранным очкам, провел 24 игры с 20 очками и две игры с 30 очками.
7 июля 2016 года Фурнье переподписал контракт с «Мэджик» на пять лет и 85 миллионов долларов. 3 ноября 2016 года в матче с «Сакраменто Кингз» он набрал максимальные за сезон 29 очков.
16 января 2018 года Фурнье набрал максимальные в карьере 32 очка в победе над «Миннесотой Тимбервулвз» со счетом 108—102. 7 марта 2018 года в игре с «Лос-Анджелес Лейкерс» Фурнье растянул левую медиальную коллатеральную связку. После этого он был выбыл из игры на «значительный срок».
1 декабря 2019 года Фурнье повторил свой карьерный рекорд, набрав 32 очка за игру в победе над «Голден Стэйт Уорриорз» со счетом 100:96.

### Бостон Селтикс (2021)
25 марта 2021 года Фурнье был обменян в «Бостон Селтикс» Джеффа Тига и два будущих драфт-пика второго раунда. Фурнье начинал в старте в 26 матчах, набирая в среднем 19,7 очка, 2,9 подбора, 3,7 передачи и 1 перехват. 29 марта Фурнье дебютировал за «Селтикс» в матче с «Нью-Орлеан Пеликанс», но не набрал ни одного очка за 33 минуты игры. 2 апреля Фурнье набрал 23 очка и забросил семь трехочковых в матче с «Хьюстон Рокетс» (118:102), установив лучший результат в карьере. 20 из 23 очков Фурнье набрал в четвёртой четверти, став вторым игроком «Селтикс», набравшим 20 очков при 100-процентной точности в четверти со времен Пола Пирса. Он пропустил несколько игр из-за протоколов НБА по COVID-19, касающихся здоровья и безопасности.

### Нью-Йорк Никс (2021—2024)
17 августа 2021 года «Нью-Йорк Никс» приобрел Фурнье в результате сделки в формате «сайн-энд-трейд» с «Селтикс». 20 октября Фурнье дебютировал в составе «Никс», набрав максимальные в карьере 32 очка в победе над своей бывшей командой «Бостон Селтикс» со счетом 138:134 в двойном овертайме. 6 января 2022 года Фурнье превзошел этот карьерный максимум, набрав 41 очко, а также восемь подборов в победе над «Селтикс» со счетом 108—105. 23 марта в победе над «Шарлотт Хорнетс» со счетом 121—106 он побил рекорд «Никс» по количеству трехочковых за сезон, превзойдя рекорд Джона Старкса, установленный в 1995 году (217).

### Детройт Пистонс (2024)
8 февраля 2024 года Фурнье, Райан Арчидиаконоу, Малачи Флинн, Квентин Граймс и два выбора второго раунда были обменяны в «Детройт Пистонс» на Бояна Богдановича и Алека Беркса. 29 июня 2024 года «Пистонс» отказались от опции продления на 19 млн долларов в контракте Эвана Фурнье, сделав его свободным агентом.

### Олимпиакос (2024—настоящее время)
2 сентября 2024 года Фурнье подписал контракт с «Олимпиакосом» на два года. В своем дебютном сезоне Фурнье был включен в сборную Евролиги, набирая в среднем 15,8 очка за игру. Он вывел «Олимпиакос» в «Финал четырех» в Абу-Даби. В полуфинале против «Монако» Фурнье набрал 31 очко, но «Олимпиакос» проиграл встречу.
Во время третьей игры финала Греческой баскетбольной лиги сезона 2024/25 Фурнье был удален в четвертой четверти за жест в адрес болельщиков «Панатинаикоса». Позже Греческая федерация баскетбола оштрафовала его на 30 000 евро.
23 июля 2025 года стало известно, что Фурнье продлит контракт с «Олимпиакосом» до 2028 года.

## Карьера в национальной сборной
В 2009 году Эван в составе юношеской сборной Франции завоевал серебро на домашнем чемпионате Европы (до 18 лет), уступив в финале сборной Сербии. По итогам турнира он был выбран в символическую сборную (вместе с Энесом Кантером, Деяном Мусли, Тони Пространом и Йонасом Валанчюнасом).
В июле 2011 года Фурнье вновь в составе сборной, принял участие в чемпионате Европы (до 20 лет), прошедшим в Испании. Франция, проиграв всего один раз, завоевала бронзу. В среднем Эван набирал 16,9 очка за игру и был выбран в символическую пятёрку турнира (остальные Никола Миротич, Алессандро Джентиле, Фуркан Алдемир и Боян Дубльевич).
В январе 2025 года было объявлено, что Фурнье примет участие в февральских матчах отборочного турнира на Евробаскет-2025.

## Достижения
Индивидуальные:
- Участник Nike Hoop Summit 2011
- Восходящая звезда чемпионата Франции: 2011[44]
- Чемпионат Франции по баскетболу: самый прогрессирующий игрок 2011[44]
- Включен в состав сборной турнира на Кубке мира ФИБА по баскетболу 2019 года
- Включён в состав сборной турнира на Чемпионате Европы ФИБА 2011 среди игроков до 20 лет
- Включён в состав сборной турнира на Чемпионате Европы ФИБА 2009 года до 18 лет

Командные:
- Серебряная медаль на Евробаскете 2022 года
- Серебряная медаль на летних Олимпийских играх 2020 года
- Бронзовая медаль Кубка мира ФИБА по баскетболу 2019 года
- Бронзовая медаль Кубка мира ФИБА по баскетболу 2014 года
- Бронзовая медаль Чемпионата Европы ФИБА 2011 среди юношей до 20 лет
- Серебряная медаль Чемпионата Европы ФИБА 2009 среди юношей до 18 лет

## Статистика

### Статистика в НБА
| Сезон                                                                                    | Команда  | Регулярный сезон | Регулярный сезон | Регулярный сезон | Регулярный сезон | Регулярный сезон | Регулярный сезон | Регулярный сезон | Регулярный сезон | Регулярный сезон | Регулярный сезон | Регулярный сезон | Серия плей-офф | Серия плей-офф | Серия плей-офф | Серия плей-офф | Серия плей-офф | Серия плей-офф | Серия плей-офф | Серия плей-офф | Серия плей-офф | Серия плей-офф | Серия плей-офф |
| Сезон                                                                                    | Команда  | GP               | GS               | MPG              | FG%              | 3P%              | FT%              | RPG              | APG              | SPG              | BPG              | PPG              | GP             | GS             | MPG            | FG%            | 3P%            | FT%            | RPG            | APG            | SPG            | BPG            | PPG            |
| ---------------------------------------------------------------------------------------- | -------- | ---------------- | ---------------- | ---------------- | ---------------- | ---------------- | ---------------- | ---------------- | ---------------- | ---------------- | ---------------- | ---------------- | -------------- | -------------- | -------------- | -------------- | -------------- | -------------- | -------------- | -------------- | -------------- | -------------- | -------------- |
| 2012/13                                                                                  | Денвер   | 38               | 4                | 11,3             | 49,3             | 40,7             | 76,9             | 0,9              | 1,2              | 0,5              | 0,0              | 5,3              | 4              | 4              | 13,3           | 35,3           | 0,0            | 87,5           | 0,0            | 1,0            | 0,5            | 0,0            | 4,8            |
| 2013/14                                                                                  | Денвер   | 76               | 4                | 19,8             | 41,9             | 37,6             | 75,6             | 2,7              | 1,5              | 0,4              | 0,1              | 8,4              | Не участвовал  | Не участвовал  | Не участвовал  | Не участвовал  | Не участвовал  | Не участвовал  | Не участвовал  | Не участвовал  | Не участвовал  | Не участвовал  | Не участвовал  |
| 2014/15                                                                                  | Орландо  | 58               | 32               | 28,6             | 44,0             | 37,8             | 72,8             | 2,6              | 2,1              | 0,7              | 0,0              | 12,0             | Не участвовал  | Не участвовал  | Не участвовал  | Не участвовал  | Не участвовал  | Не участвовал  | Не участвовал  | Не участвовал  | Не участвовал  | Не участвовал  | Не участвовал  |
| 2015/16                                                                                  | Орландо  | 79               | 71               | 32,5             | 46,2             | 40,0             | 83,6             | 2,8              | 2,7              | 1,2              | 0,0              | 15,4             | Не участвовал  | Не участвовал  | Не участвовал  | Не участвовал  | Не участвовал  | Не участвовал  | Не участвовал  | Не участвовал  | Не участвовал  | Не участвовал  | Не участвовал  |
| 2016/17                                                                                  | Орландо  | 68               | 66               | 32,8             | 43,9             | 35,6             | 80,5             | 3,1              | 3,0              | 1,0              | 0,1              | 17,2             | Не участвовал  | Не участвовал  | Не участвовал  | Не участвовал  | Не участвовал  | Не участвовал  | Не участвовал  | Не участвовал  | Не участвовал  | Не участвовал  | Не участвовал  |
| 2017/18                                                                                  | Орландо  | 57               | 57               | 32,2             | 45,9             | 37,9             | 86,7             | 3,2              | 2,9              | 0,8              | 0,3              | 17,8             | Не участвовал  | Не участвовал  | Не участвовал  | Не участвовал  | Не участвовал  | Не участвовал  | Не участвовал  | Не участвовал  | Не участвовал  | Не участвовал  | Не участвовал  |
| 2018/19                                                                                  | Орландо  | 81               | 81               | 31,5             | 43,8             | 34,0             | 80,6             | 3,2              | 3,6              | 0,9              | 0,1              | 15,1             | 5              | 5              | 35,0           | 34,8           | 23,5           | 75,0           | 3,2            | 2,0            | 1,4            | 0,0            | 12,4           |
| 2019/20                                                                                  | Орландо  | 66               | 66               | 31,5             | 46,7             | 39,9             | 81,8             | 2,6              | 3,2              | 1,1              | 0,2              | 18,5             | 5              | 5              | 34,1           | 35,1           | 34,3           | 70,6           | 4,0            | 2,6            | 1,2            | 0,6            | 12,8           |
| 2020/21                                                                                  | Орландо  | 26               | 26               | 30,3             | 46,1             | 38,8             | 79,7             | 2,9              | 3,7              | 1,0              | 0,3              | 19,7             | Не участвовал  | Не участвовал  | Не участвовал  | Не участвовал  | Не участвовал  | Не участвовал  | Не участвовал  | Не участвовал  | Не участвовал  | Не участвовал  | Не участвовал  |
| 2020/21                                                                                  | Бостон   | 16               | 10               | 29,5             | 44,8             | 46,3             | 71,4             | 3,3              | 3,1              | 1,3              | 0,6              | 13,0             | 5              | 5              | 33,3           | 42,9           | 43,3           | 83,3           | 3,6            | 1,4            | 1,2            | 0,0            | 15,4           |
| 2021/22                                                                                  | Нью-Йорк | 80               | 80               | 29,5             | 41,7             | 38,9             | 70,8             | 2,6              | 2,1              | 1,0              | 0,3              | 14,1             | Не участвовал  | Не участвовал  | Не участвовал  | Не участвовал  | Не участвовал  | Не участвовал  | Не участвовал  | Не участвовал  | Не участвовал  | Не участвовал  | Не участвовал  |
| 2022/23                                                                                  | Нью-Йорк | 27               | 7                | 17,0             | 33,7             | 30,7             | 85,7             | 1,8              | 1,3              | 0,6              | 0,1              | 6,1              | Не участвовал  | Не участвовал  | Не участвовал  | Не участвовал  | Не участвовал  | Не участвовал  | Не участвовал  | Не участвовал  | Не участвовал  | Не участвовал  | Не участвовал  |
| 2023/24                                                                                  | Нью-Йорк | 3                | 0                | 12,9             | 20,0             | 13,3             | 100,0            | 1,3              | 1,0              | 1,3              | 0,0              | 4,0              | Не участвовал  | Не участвовал  | Не участвовал  | Не участвовал  | Не участвовал  | Не участвовал  | Не участвовал  | Не участвовал  | Не участвовал  | Не участвовал  | Не участвовал  |
| 2023/24                                                                                  | Детройт  | 29               | 0                | 18,7             | 37,3             | 27,0             | 79,4             | 1,9              | 1,6              | 0,9              | 0,2              | 7,2              | Не участвовал  | Не участвовал  | Не участвовал  | Не участвовал  | Не участвовал  | Не участвовал  | Не участвовал  | Не участвовал  | Не участвовал  | Не участвовал  | Не участвовал  |
|                                                                                          | Всего    | 704              | 504              | 27,7             | 44,1             | 37,4             | 79,9             | 2,7              | 2,5              | 0,9              | 0,2              | 13,6             | 19             | 19             | 29,8           | 37,4           | 30,8           | 77,8           | 2,8            | 1,8            | 1,1            | 0,2            | 11,7           |
| Наведите курсор мыши на аббревиатуры в заголовке таблицы, чтобы прочесть их расшифровку. |          |                  |                  |                  |                  |                  |                  |                  |                  |                  |                  |                  |                |                |                |                |                |                |                |                |                |                |                |

### Статистика в других лигах
| Сезон | Команда          | Лига              | GP | GS | MPG  | FG%  | 3P%  | FT%  | RPG | APG | SPG | BPG | PFL | TOV | PPG  |
| --- | ---------------- | ----------------- | -- | -- | ---- | ---- | ---- | ---- | --- | --- | --- | --- | --- | --- | ---- |
| 2010/11 | Пуатье Баскет 86 | Чемпионат Франции | 29 | 1  | 14,4 | 44,6 | 21,7 | 84,1 | 2,0 | 0,7 | 0,7 | 0,1 | 2,2 | 0,8 | 6,4  |
| 2011/12 | Пуатье Баскет 86 | Чемпионат Франции | 30 | 18 | 26,0 | 42,5 | 27,7 | 75,4 | 3,2 | 2,2 | 1,5 | 0,1 | 3,1 | 2,2 | 14,0 |
| Всего | Всего            | Всего             | 59 | 19 | 20,3 | 43,1 | 26,2 | 77,8 | 2,6 | 1,4 | 1,1 | 0,1 | 2,6 | 1,5 | 10,3 |
| Наведите курсор мыши на аббревиатуры в заголовке таблицы, чтобы прочесть их расшифровку Статистика приведена с сайта basketball.realgm.com |                  |                   |    |    |      |      |      |      |     |     |     |     |     |     |      |

## Личная жизнь

### Интернет-мем
В отношении Фурнье можно часто услышать, что у него есть прозвище — «Не гугли» (англ. Don't Google или англ. Never Google). Сам Фурнье в курсе этой ситуации и неоднократно ссылался на неё. Впервые спортсмен высказался об этом не позднее 2014 года в своём твиттере, чем, возможно, и привёл к появлению интернет-мема. Суть ситуации заключается в том, что если произвести интернет поиск по фамилии Фурнье, то в числе первых результатов будет указана энциклопедическая статья о гангрене Фурнье, содержание которой может шокировать.